# Cavalcantia glomerata
Cavalcantia glomerata là một loài thực vật có hoa trong họ Cúc. Loài này được (Barroso & R.M.King) R.M.King & H.Rob. mô tả khoa học đầu tiên năm 1980.